# FANFUN
『FANFUN』(ファンファン)は、1983年にエニックス（現スクウェア・エニックス）から発売されたコンピュータゲームである。
本作はエニックスが主催した「第2回ゲーム・ホビープログラムコンテスト」最優秀プログラム賞作品を製品化したものであり、作者は宮田康宏である。当時、PCゲームソフトの主流はPC-8001からPC-8801等のグラフィックを扱える機種への移行期にあり、PC-8001対応ソフトとして発売されたことについて同社より「アイディアが秀逸であれば機種に依存することなく製品化できる」という旨のコメントがされている。
また、本作は『ニューファンファン』という題名で、PC-6001mkIIシリーズ向けにも移植された。

## 内容
本作のルールは、近年でいう「落ちゲー」と「シューティングゲーム」の要素を合わせたようなシンプルなものとなっている。自機である扇風機「FAN」を操作し、上部から落ちてくる風船にプロペラをつけたり、風を送ることで最終的に両サイドポケットに8個送ればステージクリアとなる。地面にはとげがあり、風船が地面に落下すると割れてミスとなる。ステージが進む毎に風船が一度に複数落下するようになるなど、難易度が上がっていく。
一定面数をクリアすると、落ちてくる風船に向かって弾を撃つボーナスステージが発生する。
また、顔の描かれた風船とは別に「?」の書かれた風船があり、これを入れるとある程度の確率で自機が1つ増える。

## 開発
作者の宮田康宏は、本作の開発の経緯にて、自身のnoteにて以下のように記載している。
当時の宮田は大学1年生であり、軽い気持ちで本作を開発した。
開発期間は2か月半程度であり、プログラムは大学ノートにハンドアセンブルで記述した。
本作のルールは非常に単純であるため、宮田はメインキャラクタである風船の動きが重要だと考え、リアリティを持たせるため、風によって風船がふわふわと動いたり回転したりする様子を取り入れた。また、風が風船に当たる様子をわかりやすくするため、自機を羽ありの扇風機にし、羽の方向に風船が乗った際に風船の動きが変化するという仕組みを取り入れた。
容量の都合上、全部の回転方向に対応したパターンを用意することができなかったため、顔の基本パターンを回転する位置に合わせて、あたかも回転しているように見せるという工夫が施された。
また、自機の移動に加え、風船の回転という要素を取り入れるため、スペースキーの近隣のキーを左右の指2本で操作する体系がとられた。
自機である扇風機・FANという名前や、それぞれの風船の名前は応募書類に記載されたものがそのまま使われた。風船の色は、画面上では見えにくい青やマゼンタ、自機と同じ白色は避け、緑・水色（シアン）、黄色、赤の4色が使われた。
ボーナスステージは『パックマン』におけるコーヒーブレイクを意識して、取り入れられた。